# 2. gorska divizija (Wehrmacht)
Za druge 2. divizije glej 2. divizija.
2. gorska divizija (izvirno nemško 2. Gebirgsjäger-Division; dobesedno 2. gorskolovska divizija) je bila gorska lahka divizija v sestavi redne nemške kopenske vojske, ki je bila ustanovljena leta 1938 in je sodelovala v drugi svetovni vojni.

## Zgodovina
2. gorska divizija je bila ustanovljena leta 1938 z reorganizacijo in povečanjem bivše gorske enote Bundesheera
Sodelovala je pri poljski kampanji leta 1940 kot del armadne skupine Jug. 1940 je sodelovala pri napadu na Norveško. Med napadom se je borila v osrednji Norveški in pozneje prekoračila skozi divjino pot med Trondheimom do Narvika, ko je šla na pomoč obkoljeni 3. gorski diviziji.
Ko se je Norveška predala, je opravljala okupacijske naloge, dokler ni bila poslana na vzhod kot del operacije Barbarossa. Divizija se je borila na severnem delu fronte, dokler ni bila leta 1944 poslana na Dansko. Tam se je pozneje borila na zahodni fronti, dokler ni 8. maja 1945 kapitulirala blizu nemškega mesta Würtemberg.

## Vojna služba
| Datum                     | Delovanje             | Korpus                 | Armada              | Armadna skupina      | Področje           |
| September 1939            | na poti               | /                      | Armadna skupina Jug | Poljska              |                    |
| December 1939             | rezerva               | /                      | 16. armada          | Armadna skupina A    | Niederrhein        |
| Januar 1940               | rezerva               | /                      | 16. armada          | Armadna skupina A    | Niederrhein        |
| Marec - Avgust 1940       | okupacijske dolžnosti | XXI. korpus            | /                   | /                    | Norveška           |
| September - December 1940 | okupacijske dolžnosti | Gorski korpus Norveška | /                   | /                    | Norveška           |
| Januar - December 1941    | okupacijske dolžnosti | Gorski korpus Norveška | /                   | / Norveška, Laponska |                    |
| Januar 1942               | okupacijske dolžnosti | Gorski korpus Norveška | /                   | /                    | Norveška, Laponska |
| Februar - Junij 1942      | okupacijske dolžnosti | Gorski korpus Norveška | /                   | /                    | Norveška, Laponska |
| Julija - November 1942    | okupacijske dolžnosti | Gorski korpus Norveška | 20. gorska armada   | /                    | Laponska           |
| December 1942             | okupacijske dolžnosti | XIX. korpus            | 20. gorska armada   | /                    | Laponska           |
| Januar - December 1943    | okupacijske dolžnosti | XIX. korpus            | 20. gorska armada   | /                    | Laponska           |
| Januar - Oktober 1944     | okupacijske dolžnosti | XIX. korpus            | 20. gorska armada   | /                    | Norveška           |
| November 1944             | okupacijske dolžnosti | XXXVI. korpus          | 20. gorska armada   | /                    | Norveška           |
| December 1944             | okupacijske dolžnosti | XIX. korpus            | 20. gorska armada   | /                    | Norveška           |
| Januar 1945               | okupacijske dolžnosti | W.Bef. Dänemark        | /                   | /                    | Norveška           |
| Februar 1945              | rezerva               | /                      | 1. armada           | Armadna skupina G    | Saarpfalz          |
| Marec 1945                | bojne dolžnosti       | LXXXVII. korpus        | 1. armada           | Armadna skupina G    | Hunsrück           |
| April 1945                | bojne dolžnosti       | XIII. korpus           | 1. armada           | Armadna skupina G    | Južna Nemčija      |

## Sestava
1939
- 136. gorski polk

- 1. bataljon
- 2. bataljon
- 3. bataljon

- 137. gorski polk

- 1. bataljon
- 2. bataljon
- 3. bataljon

- 140. gorski polk

- 1. bataljon
- 2. bataljon
- 3. bataljon

- 111. gorski artilerijski polk

- 1. bataljon
- 2. bataljon
- 3. bataljon

- 11. gorski izvidniški bataljon
- 82. gorski pionirski bataljon
- 47. gorski protioklepni bataljon
- 67. gorski komunikacijski bataljon
- 67. gorske oskrbovalne enote
- 67. gorska četa nosilnih živali
- podporne enote

1944
- 136. gorski polk

- 1. bataljon
- 2. bataljon
- 3. bataljon

- 137. gorski polk

- 1. bataljon
- 2. bataljon
- 3. bataljon

- 140. gorski polk

- 1. bataljon
- 2. bataljon
- 3. bataljon

- 111. gorski artilerijski polk

- 1. bataljon
- 2. bataljon
- 3. bataljon

- 67. gorski izvidniški bataljon
- 82. gorski pionirski bataljon
- 55. gorski protioklepni bataljon
- 67. gorski komunikacijski bataljon
- podporne enote

## Pripadniki
Divizijski poveljniki
| 1. | General gorskih enot | Valentin Feurstein     | (1. september 1939 - 4. marec 1941) |
| 2. | Generalporočnik      | Ernst Schlemmer        | (8. marec 1941 - 1. januar 1942)    |
| 3. | General gorskih enot | Georg Ritter von Hengl | (1. januar 1942 - 1. oktober 1943)  |
| 4. | Generalporočnik      | Hans Degen             | (1. oktober 1943 - 6. februar 1945) |
| 5. | Generalporočnik      | Willibald Utz          | (6. februar 1945 - 8. maj 1945)     |

Nosilci viteškega križca
| 1. | Hans Degen                                      |  | (11. marec 1945)    |
| 2. | Klaus Duewell                                   |  | (19. november 1941) |
| 3. | Adam Ebner                                      |  | (19. november 1941) |
| 4. | Georg Hengl                                     |  | (25. avgust 1941)   |
| 5. | August Sorko                                    |  | (20. junij 1940)    |
| 6. | Otto Stampfer                                   |  | (23. julij 1942)    |
| 7. | Ernst Strachwitz von Gross-Zauche und Camminetz |  | (26. november 1944) |